# Шагір
Шагір (рос. Шагир) — аул у Куйбишевському районі Новосибірської області Російської Федерації.
Входить до складу муніципального утворення Камська сільрада. Населення становить 218 осіб (2010).

## Історія
Згідно із законом від 2 червня 2004 року органом місцевого самоврядування є Камська сільрада.

## Населення
| 2002 | 2007 | 2010 |
| ---- | ---- | ---- |
| 282  | ↗296 | ↘218 |